# Entoloma versatile
Entolóma versátile (лат.) — вид грибов, входящий в род энтолома (Entoloma) семейства энтоломовые (Entolomataceae).
Синонимы:
- Agaricus versatilis Fr. 1863, nom. illeg.basionym
- Inopilus versatilis (Fr. ex Gillet) Pegler 1983
- Nolanea versatilis Fr. ex Gillet 1876
- Pouzarella versatilis (Fr. ex Gillet) Mazzer 1976
- Pouzaromyces versatilis (Fr. ex Gillet) P.D. Orton 1991
- Rhodophyllus viridulus Herink 1955

## Биологическое описание
- Шляпка 1,5—3 см в диаметре, у молодых грибов конической или колокольчатой формы, затем раскрывается до выпуклой, с заметным бугорком в центре, гигрофанная, с блестящей, гладкой или волокнистой, в центре иногда мелкочешуйчатой поверхностью, окрашенной в оливково-серые или оливково-бурые тона, иногда со слабо разлинованным краем, при подсыхании светлеет.
- Мякоть плотная, в шляпке и верхней части ножки серо-коричневого цвета, ниже черноватая, запах слабый, кисловатый, или же вовсе отсутствует.
- Гименофор пластинчатый, пластинки довольно редкие, приросшие к ножке или с нисходящими на неё зубцами, серого цвета, с возрастом сначала буреют, затем приобретают тёмно-розовый оттенок. Край пластинок покрыт мелкими хлопьями.
- Ножка 2,5—5 см длиной и 0,2—0,3 см толщиной, ровная, иногда слабо утолщённая в основании, в верхней части бледная, ниже тёмно-серая, в основании обычно с красно-коричневым оттенком, полосатая или покрытая мелкими хлопьями. Кольцо отсутствует.
- Споровый порошок светло-розового цвета. Споры 9—12,5×7—9 мкм, 5—8-угольные. Базидии четырёхспоровые, без пряжек. Хейлоцистиды фляжковидной формы, 60—110×10—25 мкм. Кутикула шляпки — кутис или триходермис, состоит из цилиндрических или веретеновидных гиф до 20 мкм толщиной.

Токсические свойства Entoloma versatile не изучены.

## Ареал и экология
Entoloma versatile широко распространена в Европе, однако встречается довольно редко. Также известна в Северной Америке. Произрастает на плодородных почвах на обочинах дорог, в лиственных и смешанных лесах.